# Marcel Schouten
Marcel Schouten, né le 27 juin 1992 à Eindhoven, est un nageur néerlandais, spécialisé dans la nage en eau libre.
Il est devenu champion d'Europe en 2014 et a terminé deuxième en 2015 à la Coupe du monde à Kazan lors de la course par équipes de 5 km.
Marcel Schouten fait partie de la sélection nationale de natation à Eindhoven et est formé par l'ancien nageur de haut niveau Marcel Wouda.

## Palmarès

### FINA UltraMarathon Swim Series
- FINA UltraMarathon Swim Series 2021 à Capri ( Italie) :
  -  Médaille d'argent du 36 km en eau libre
- FINA UltraMarathon Swim Series 2019 à Lac St-Jean ( Canada) :
  -  Médaille d'or du 32 km en eau libre
- FINA UltraMarathon Swim Series 2014 à Cancun ( Mexique) :
  -  Médaille de bronze du 15 km en eau libre

### Championnats du monde
- Championnats du monde 2015 à Kazan ( Russie) :
  -  Médaille d'argent du relais mixte 5 km en eau libre (avec Ferry Weertman et Sharon van Rouwendaal)

### Championnats d'Europe
- Championnats d'Europe 2014 à Berlin ( Allemagne):
  -  Médaille d'or du relais contre-la-montre mixte 5 km en eau libre (avec Ferry Weertman et Sharon van Rouwendaal)